# Copa Chile 1959
Copa Chile 1959 var den andra upplagan av Copa Chile, där 32 lag deltog. I turneringen deltog lag från Primera División (högsta serien), lag från den näst högsta serien samt ett par distriktslag.